# محمد عبده کاتب
محمد عبده کاتب دبیر بغراخان از ملوک خانیه در ورارود بود که به سال ۳۸۳ (هجری) درگذشت. نظامی عروضی خواندن نامه‌های او را برای آموزش دبیران بایسته دانسته‌است. شعر زیر از اوست:
| گویند مرا: چرا گریزی |  | از صحبت و کار اهل دیوان؟ |
| گویم: زیراکه هوشیارم |  | دیوانه بُوَد قرین دیوان    |